# جورج عساف
جورج عساف (1883 - 1957) هو شاعر وصحفي لبناني مهجري عاش لبضع سنوات في البرازيل ولعدة عقود في الأرجنتين وكتب الشعر والقصة والسيرة الذاتية والتاريخ، وعمل في عدة صحف مهجرية وكان عضوا في ندوة «رواق المعري» وفي الرابطة الأدبية وهما جمعيتان أدبيتان اهتمتا بالأدب العربي في كل من البرازبل والأرجنتين على التوالي. وأصدر ديواني شعر وسيرة ذاتية وقصتان وثلاثة مؤلفات في التاريخ. يتميز شعره بنزعته الرومنطيقية إذ يتغنى بالوطن والثورة والطبيعة والحنين إلى الماضي والتمرد الديني وتمجيد البساطة والنزعة إلى المثالية، ويتميز أيضا بالخروج عن الأوزان الشعرية التقليدية وعن أصول اللغة وبطابعه التهكمي.

## النشأة والمسيرة
ولد جورج عساف في قرية شبتين في البترون بلبنان. ودرس في مدرسة «مار يوحنا مارون» في بلدة كفرحتى وتعلم العربية على يد الخوري «يوسف حداد». ولم يواصل دراسته واكتفى بالتعليم الابتدائي. واهتم بالأدب العربي وحفظ كثيرا من الشعر العربي القديم. هاجر إلى البرازيل في 1902 وبقي في سان باولو لثلاث سنوات عمل خلالها في جريدة «المناظر» ثم في جريدة «الجديد» ودرّس في نفس الوقت في مدارس الجالية السورية اللبنانية هناك وعمل في محلات عزيز نادر. انتسب لندوة «رواق المعري» وهي رابطة أدبية تعنى بالأدب العربي في البرازيل. وحين لم ينجح في تحقيق أهدافه، هاجر إلى الأرجنتين في 1906 أين عمل محررا في جريدة «الاتحاد اللبناني» ثم رئيس تحرير لجريدة «السلام». وبعد ذلك أصدر في 1924 مجلة «الحياة» وهي مجلة أدبية. أصدر ديواني «النازح» و«العناقيد» في بوينس آيرس في 1952 وقصتان هما «نزهاء» وهي قصة ذات ثلاثة أجزاء و«إميليا». وكتب سيرته الذاتية باسم «مذكراتي» وألف ثلاثة كتب في التاريخ امتزج فيها التاريخ بالذكريات وبالحكاية وهي «تاريخ المهاجرة السورية اللبنانية» و«آخر أيام بني عثمان في سوريا ولبنان» و«بونابرت في مصر وسوريا». يتسم شعره بحسه الرومنطيقي إذ فيه التغني بالوطن والثورة والطبيعة والتمرد الديني والحنين إلى الماضي والتغني بالبساطة والنزوع إلى المثالية، ويتميز شعره أيضا بالتهكم وحس المفارقة واللتان طبعتا نظرته للحياة. وفي شعره عدم اكتراث بقواعد أوزان الشعر العروضي وأصول اللغة. شُغف بالمراهنة في سباق الخيل وخسر كل ماله فيه.وتوفي في 1957 في بوينس آيرس.

## أعماله

### شعر
- النازح، بوينس آيرس، 1952
- العناقيد، بوينس آيرس، 1952

### قصة
- نزهاء (قصة في ثلاثة أجزاء)
- إميليا

### سيرة ذاتية
- مذكراتي

### تاريخ
- تاريخ المهاجرة السورية اللبنانية
- آخر أيام بني عثمان في سوريا ولبنان
- بونابرت في مصر وسوريا